# Лихтенштейн на зимних Олимпийских играх 2014
Лихтенштейн принимал участие в зимних Олимпийских играх 2014 года, которые прошли в Сочи с 7 по 23 февраля.
Главные надежды на завоевание первых с 1988 года олимпийских наград Лихтенштейн связывал с горнолыжницей Тиной Вайратер, которой была доверена честь нести флаг страны на церемонии открытия Игр. Вайратер к моменту начала Игр шла на втором месте в общем зачёте Кубка мира. Однако Тина уже после открытия Игр, 9 февраля, получила травму правой ноги во время тренировки скоростного спуска и была вынуждена пропустить все старты на Олимпийских играх, хотя планировала принять участие в 4 из 5 дисциплин. В 2010 году из-за травмы Вайратер также пропустила Игры в Ванкувере.

## Состав и результаты

### Горнолыжный спорт
Спортсменов — 3
Мужчины
| Соревнование      | Спортсмены     | Скоростной спуск/ 1 спуск | Скоростной спуск/ 1 спуск | Слалом/ 2 спуск | Слалом/ 2 спуск | Всего   | Место |
| Соревнование      | Спортсмены     | Время                     | Место                     | Время           | Место           | Всего   | Место |
| ----------------- | -------------- | ------------------------- | ------------------------- | --------------- | --------------- | ------- | ----- |
| Гигантский слалом | Марко Пфиффнер | 1:27,64                   | 46                        | 1:29,08         | 44              | 2:56,72 | 42    |
| Слалом            | Марко Пфиффнер | 53,46                     | 47                        | 1:02,02         | 26              | 1:55,48 | 24    |

Женщины
| Соревнование     | Спортсмены    | Скоростной спуск/ 1 спуск | Скоростной спуск/ 1 спуск | Слалом/ 2 спуск | Слалом/ 2 спуск | Всего   | Место |
| Соревнование     | Спортсмены    | Время                     | Место                     | Время           | Место           | Всего   | Место |
| ---------------- | ------------- | ------------------------- | ------------------------- | --------------- | --------------- | ------- | ----- |
| Скоростной спуск | Тина Вайратер |                           |                           |                 |                 | DNS     | —     |
| Супергигант      | Тина Вайратер |                           |                           |                 |                 | DNS     | —     |
| Слалом           | Марина Нигг   | 57,47                     | 27                        | 53,17           | 18              | 1:50,64 | 21    |

### Лыжные гонки
Мужчины
Дистанционные гонки
| Соревнование              | Спортсмены   | Результат | Место |
| ------------------------- | ------------ | --------- | ----- |
| 15 км классическим стилем | Филипп Хельг | 40:41,5   | 27    |
| Скиатлон 15+15 км         | Филипп Хельг | 1:12:47,8 | 43    |